# Micromphalidae
De Micromphalidae zijn een familie van uitgestorven weekdieren uit de klasse van de Gastropoda (slakken). Exemplaren van deze familie zijn slechts als fossiel bekend.

## Geslachten
- † Ordovician Slehoferia Rohr and Fryda, 2001
- † Micromphalus Knight, 1945
- † Omocordella Harper, 2016